# Liechtensteiner Cup 2014/15
Der Liechtensteiner Cup 2014/15 (offiziell: FL1 Aktiv-Cup) war die 70. Austragung des Fussballpokalwettbewerbs der Herren in Liechtenstein. Der Wettbewerb wurde vom 26. August 2014 bis zum 13. Mai 2015 in fünf Runden im K.-o.-System ausgespielt. Der Vorjahressieger und Rekordpokalsieger FC Vaduz konnte seinen Titel verteidigen. Es war der 43. Pokalsieg für den Verein, der sich damit die Teilnahme an der Qualifikation zur UEFA-Europa League 2015/16 sicherte.

## Modus
Sämtliche Liechtensteiner Mannschaften, die am Schweizer Ligensystem teilnehmen, sind auch für den Liechtensteiner Cup gemeldet, das heisst, dass auch Zweit- und Drittmannschaften mitspielen. Dabei gibt es bei der Auslosung der Begegnungen keine Einschränkungen, sodass auch Mannschaften desselben Vereins einander zugelost werden können.
Die Halbfinalisten der letzten Austragung steigen erst im Viertelfinal ein, während von den restlichen vierzehn Mannschaften, jene zwei, die in höheren Ligen spielen, erst in der zweiten Runde eingreifen.

## Teilnehmende Mannschaften
18 Mannschaften waren für den Wettbewerb gemeldet:
| Super League (I) | 1. Liga (IV)                 | 2. Liga (VI)  | 3. Liga (VII)                                                | 4. Liga (VIII)                                    | 5. Liga (IX)                                                                                      |
| ---------------- | ---------------------------- | ------------- | ------------------------------------------------------------ | ------------------------------------------------- | ------------------------------------------------------------------------------------------------- |
| FC Vaduz         | FC Balzers USV Eschen-Mauren | FC Vaduz U-23 | FC Ruggell FC Schaan FC Triesen FC Triesenberg FC Balzers II | USV Eschen-Mauren II FC Triesen II FC Balzers III | FC Ruggell II FC Schaan II FC Azzurri Schaan FC Triesenberg II USV Eschen-Mauren III FC Vaduz III |

## 1. Vorrunde
Die 1. Vorrunde fand am 26. und 27. August 2014 statt. Folgende Mannschaften hatten für diese Runde ein Freilos: FC Balzers, USV Eschen-Mauren, FC Ruggell, FC Vaduz, FC Azzurri Schaan, FC Vaduz U-23.
| Datum      |                       | Ergebnis              |                      |
| ---------- | --------------------- | --------------------- | -------------------- |
| 26.08.2014 | FC Balzers II         | 1:1 n. V. (4:1 i. E.) | FC Triesen           |
| 26.08.2014 | FC Triesen II         | 1:7                   | FC Schaan            |
| 27.08.2014 | USV Eschen-Mauren III | 1:0                   | FC Triesenberg II    |
| 27.08.2014 | FC Balzers III        | 0:4                   | USV Eschen-Mauren II |
| 27.08.2014 | FC Schaan II          | 0:2                   | FC Triesenberg       |
| 27.08.2014 | FC Vaduz III          | 0:3                   | FC Ruggell II        |

## 2. Vorrunde
Die 2. Vorrunde fand vom 30. September bis zum 14. Oktober 2014 statt. Die Halbfinalisten des letzten Pokalwettbewerbs hatten für diese Runde ein Freilos (USV Eschen-Mauren, FC Ruggell, FC Vaduz, FC Azzurri Schaan).
| Datum      |                       | Ergebnis |                |
| ---------- | --------------------- | -------- | -------------- |
| 30.09.2014 | USV Eschen-Mauren II  | 0:7      | FC Balzers     |
| 30.09.2014 | FC Ruggell II         | 1:3      | FC Balzers II  |
| 01.10.2014 | FC Schaan             | 1:4      | FC Vaduz U-23  |
| 14.10.2014 | USV Eschen-Mauren III | 0:1      | FC Triesenberg |

## Viertelfinal
Der Viertelfinal fand vom 4. November 2014 bis zum 7. April 2015 statt.
| Datum      |                   | Ergebnis  |                   |
| ---------- | ----------------- | --------- | ----------------- |
| 04.11.2014 | FC Azzurri Schaan | 0:5       | USV Eschen-Mauren |
| 05.11.2014 | FC Ruggell        | 1:2 n. V. | FC Vaduz          |
| 31.03.2015 | FC Triesenberg    | 2:0       | FC Balzers II     |
| 07.04.2015 | FC Vaduz U-23     | 3:1       | FC Balzers        |

## Halbfinal
Der Halbfinal fand am 21. April 2015 statt.
| Datum      |                   | Ergebnis  |               |
| ---------- | ----------------- | --------- | ------------- |
| 21.04.2015 | USV Eschen-Mauren | 0:2       | FC Vaduz      |
| 21.04.2015 | FC Triesenberg    | 1:0 n. V. | FC Vaduz U-23 |

## Final
Der Cupfinal im Sportpark Eschen-Mauren fand am 13. Mai 2015 statt.
| Paarung        | FC Vaduz – FC Triesenberg |
| Ergebnis       | 5:0 (3:0) |
| Datum          | Mittwoch, 13. Mai 2015 um 18:30 Uhr (MESZ) |
| Stadion        | Sportpark Eschen-Mauren, Eschen |
| Zuschauer      | 919 |
| Schiedsrichter | Sascha Amhof ( Schweiz) |
| Tore           | 1:0 Nico Abegglen (21.) 2:0 Philipp Muntwiler (26.) 3:0 Pascal Schürpf (29.) 4:0 Steven Lang (63.) 5:0 Mario Sara (90.) |
| FC Vaduz       | Oliver Klaus – Naser Aliji, Mario Sara, Daniel Kaufmann, Nick von Niederhäusern – Pascal Schürpf (46. Steven Lang), Philipp Muntwiler, Hekuran Kryeziu (46. Ramon Cecchini), Kristian Kuzmanovic – Pak Kwang-ryong (62. Manuel Sutter), Nico Abegglen Cheftrainer: Giorgio Contini ( Schweiz) |
| FC Triesenberg | Andreas Biedermann – Nils Sprenger, Pius Sprenger, Lucas Eberle, Mathias Barandun (68. Kevin Beck), Marco Cortese – Damian Schädler (58. Julian Beck), Sebastian Beck, Jonas Sprenger, Fabian Eberle – Roland Schädler (74. Nicola Kindle) Cheftrainer: Lucas Eberle                          |
| Gelbe Karten   | Philipp Muntwiler (30.), Pak Kwang-ryong (60.) – Mathias Barandun (62.) |